# Radek Buchta
Radek Buchta (* 22. dubna 1989, Brno) je český fotbalový obránce, od roku 2015 působící v FC Zbrojovka Brno.

## Klubová kariéra
Svoji fotbalovou kariéru začal v Sokolu Tvarožná, odkud v průběhu mládeže zamířil do 1. FC Brno (nyní FC Zbrojovka Brno). V roce 2007 se propracoval do seniorské kategorie, kde hrál nejprve za rezervu. Od roku 2011 nastupoval za první tým. V ročníku 2010/11 s klubem sestoupil do 2. ligy, ale v následující sezoně se jeho mužstvo vrátilo do nejvyšší soutěže. V létě 2012 odešel na hostování do Znojma, kam po půl roce přestoupil. Tým na jaře 2013 vybojoval postup do 1. ligy. Po roce ale sestoupil. V zimním přestupovém období ročníku 2014/15 odešel na hostování zpět do Brna. V létě 2015 do klubu přestoupil.

## Klubové statistiky
Aktuální k 12. červenci 2015
| Sezona | Klub                | Země  | Soutěž  | Zápasy | Góly |
| ------ | ------------------- | ----- | ------- | ------ | ---- |
| 06/07  | 1. FC Brno B        | Česko | MSFL    | 2      | 0    |
| 07/08  | 1. FC Brno B        | Česko | MSFL    | 3      | 0    |
| 08/09  | 1. FC Brno B        | Česko | MSFL    | 26     | 1    |
| 09/10  | 1. FC Brno B        | Česko | MSFL    | 25     | 2    |
| 10/11  | FC Zbrojovka Brno B | Česko | MSFL    | 20     | 0    |
|        | FC Zbrojovka Brno   | Česko | 1. liga | 1      | 0    |
| 11/12  | FC Zbrojovka Brno B | Česko | MSFL    | 4      | 0    |
|        | FC Zbrojovka Brno   | Česko | 2. liga | 17     | 0    |
| 12/13  | 1. SC Znojmo        | Česko | 2. liga | 27     | 2    |
| 13/14  | 1. SC Znojmo        | Česko | 1. liga | 24     | 0    |
| 14/15  | 1. SC Znojmo        | Česko | 2. liga | 14     | 0    |
|        | FC Zbrojovka Brno   | Česko | 1. liga | 13     | 0    |
|        | celkem              |       |         | 176    | 5    |